# Theridion abruptum
Theridion abruptum är en spindelart som beskrevs av Simon 1884. Theridion abruptum ingår i släktet Theridion och familjen klotspindlar. Inga underarter finns listade i Catalogue of Life.